# Orthogonalité hyperbolique

L'orthogonalité euclidienne est préservée par la rotation dans le diagramme de gauche ; l'orthogonalité hyperbolique par rapport à l'hyperbole (B) est préservée par la rotation hyperbolique dans le diagramme de droite.

En géométrie, la relation d' orthogonalité hyperbolique entre deux droite séparées par les asymptotes d'une hyperbole est un concept utilisé en relativité restreinte pour définir des événements simultanés. Deux événements seront simultanés lorsqu'ils se trouvent sur une droite hyperboliquement orthogonale à une chronologie particulière. Cette dépendance à une certaine chronologie est déterminée par la vitesse et constitue la base de la relativité de la simultanéité . De plus, le fait de maintenir les axes du temps et de l'espace hyperboliquement orthogonaux, comme dans l'espace de Minkowski, donne un résultat constant lorsque des mesures de la vitesse de la lumière sont prises.

## Géométrie
Deux droites sont orthogonales hyperboliques lorsqu'elles sont symétriques l'une de l'autre par rapport à l'asymptote d'une hyperbole donnée. Deux hyperboles particulières sont fréquemment utilisées dans le plan :
1. xy = 1  avec y = 0 comme asymptote.

Par réflexion par l'axe des abscisses, une droite y = mx devient y = −mx.

Dans ce cas, les droites sont hyperboliquement orthogonales si leurs pentes sont opposés.
2. x2 − y2 = 1  avec y = x comme asymptote.

Pour les droites y = mx avec −1 < m < 1, où x = 1/m, alors y = 1.

Le point (1/m , 1) sur la droite est projeté par réflexion par rapport à la droite y = x en (1, 1/m).

Ainsi, la droite réflechie a une pente de 1/m et les pentes des droites hyperboliquement orthogonales sont inverses l'une de l'autre.

Dans la terminologie de la géométrie projective, l'opération consistant à prendre la ligne orthogonale hyperbolique est une involution. Si on suppose que la pente d'une droite verticale soit notée ∞ de sorte que toutes les droites aient une pente dans la droite réelle projective étendue . Quelle que soit l'hyperbole (A) ou (B) utilisée, l'opération est un exemple d'involution hyperbolique où l'asymptote est invariante. Les lignes hyperboliquement orthogonales se situent dans différents secteurs du plan, déterminés par les asymptotes de l'hyperbole, ainsi la relation d'orthogonalité hyperbolique est une relation hétérogène sur des ensembles de lignes dans le plan.
De même que le rayon d'un cercle est perpendiculaire à la tangente, le rayon d'une hyperbole est orthogonal à une tangente à l'hyperbole,.
Une forme bilinéaire est utilisée pour décrire l'orthogonalité en géométrie analytique, avec deux éléments orthogonaux lorsque leur forme bilinéaire disparaît. Dans le plan des nombres complexes {\displaystyle z_{1}=u+\mathrm {i} v,\quad z_{2}=x+\mathrm {i} y}, la forme bilinéaire est {\displaystyle xu+yv}, tandis que dans le plan des nombres hyperboliques {\displaystyle w_{1}=u+jv,\quad w_{2}=x+jy,} la forme bilinéaire est {\displaystyle xu-yv.}
Les vecteurs z 1 et z 2 dans le plan des nombres complexes, et w 1 et w 2 dans le plan des nombres hyperboliques sont dits respectivement orthogonaux euclidiens ou orthogonaux hyperboliques si leurs produits scalaires respectifs [formes bilinéaires] sont nuls.
La forme bilinéaire peut être calculée comme la partie réelle du produit complexe d'un nombre avec le conjugué de l'autre. Alors
{\displaystyle z_{1}z_{2}^{*}+z_{1}^{*}z_{2}=0} implique l'orthogonalité dans le plan complexe, tandis que
{\displaystyle w_{1}w_{2}^{*}+w_{1}^{*}w_{2}=0} implique que les w sont orthogonaux hyperboliques.
La notion d'orthogonalité hyperbolique est apparue en géométrie analytique en considérant les diamètres conjugués des ellipses et des hyperboles. Si g et g ′ représentent les pentes des diamètres conjugués, alors {\displaystyle gg'=-{\frac {b^{2}}{a^{2}}}} dans le cas d'une ellipse et {\displaystyle gg'={\frac {b^{2}}{a^{2}}}} dans le cas d'une hyperbole. Lorsque a = b, l'ellipse est un cercle et les diamètres conjugués sont perpendiculaires tandis que l'hyperbole est équilatère et les diamètres conjugués sont orthogonaux hyperboliques.
La relation d'orthogonalité hyperbolique s'applique en fait aux classes de droites parallèles dans le plan, où n'importe quelle droite particulière peut représenter la classe. Ainsi, pour une hyperbole et une asymptote A données, une paire de droites ( a, b ) est orthogonale hyperbolique s'il existe une paire de droites ( c, d ) telle que {\displaystyle a\rVert c,\ b\rVert d}, et c est l'image réfléchie de d par A.

## Vitesse de la lumière constante

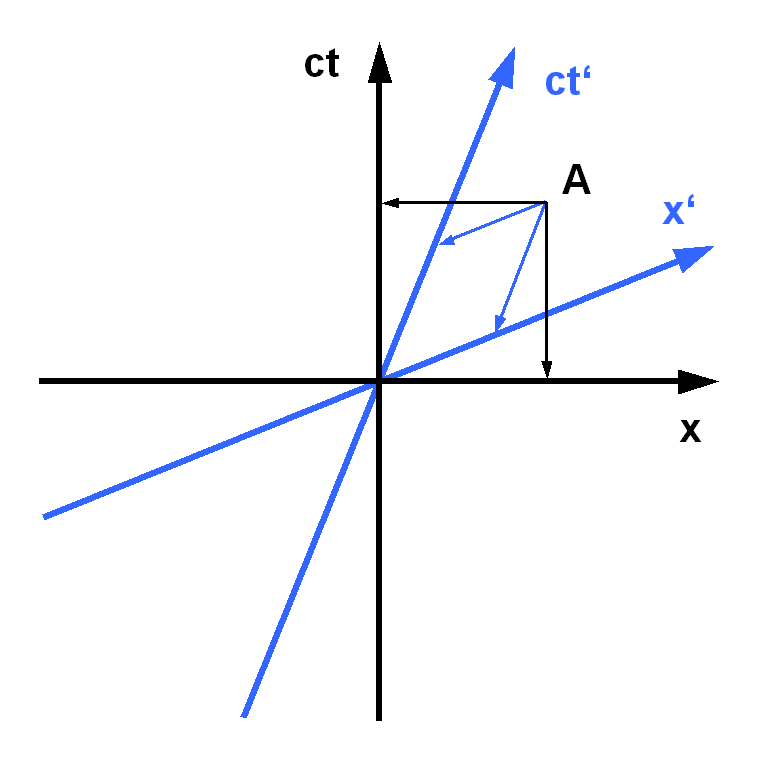
A représente un événement relié par la lumière à l'origine. Les axes bleus hyperboliquement orthogonaux ont des coordonnées qui mesurent la vitesse de la lumière dans le même rapport que les coordonnées rectangulaires du référentiel de repos.

L’une des prémisses de la relativité est que la vitesse de la lumière ne dépend pas du référentiel inertiel dans lequel les mesures sont effectuées. Cette prémisse a été associée à des résultats nuls dans l’ expérience de Michaelson-Morley. Tant que les axes de l'espace et du temps sont hyperboliquement orthogonaux, la mesure de la vitesse de la lumière donnera le même résultat. Le paradoxe apparent de l'invariance de la vitesse de la lumière par rapport aux observateurs en mouvement est résolu en relativité restreinte par cette caractéristique de l'espace de Minkowski.

## Simultanéité
Depuis la fondation de l'étude de l'espace-temps par Hermann Minkowski en 1908, le concept de points dans un plan espace-temps hyperboliques orthogonaux à une ligne de temps (tangents à une ligne du monde ) a été utilisé pour définir la simultanéité des événements par rapport à la ligne de temps, ou la relativité de la simultanéité . Dans le développement de Minkowski, l'hyperbole de type (B) ci-dessus est utilisée. Deux vecteurs (x1, y1, z1, t1) et (x2, y2, z2, t2) sont normaux (c'est-à-dire orthogonaux hyperboliques) lorsque
{\displaystyle c^{2}\ t_{1}\ t_{2}-x_{1}\ x_{2}-y_{1}\ y_{2}-z_{1}\ z_{2}=0.}
Lorsque c = 1 et que les y et z sont nuls, x 1 ≠ 0, t 2 ≠ 0, alors {\displaystyle {\frac {c\ t_{1}}{x_{1}}}={\frac {x_{2}}{c\ t_{2}}}}.
Étant donnée une hyperbole d'asymptote A, sa réflexion en A produit l' hyperbole conjuguée. Tout diamètre de l'hyperbole d'origine est reflété en un diamètre conjugué . Les directions indiquées par les diamètres conjugués sont prises pour les axes de l'espace et du temps en relativité. Comme l'écrivait E.T. Whittaker en 1910, « [l']hyperbole n'est pas modifiée lorsque n'importe quelle paire de diamètres conjugués est prise comme nouvel axe, et qu'une nouvelle unité de longueur est prise proportionnelle à la longueur de l'un ou l'autre de ces diamètres. » Sur ce principe de relativité, il a ensuite écrit la transformation de Lorentz sous sa forme moderne en utilisant le concept de rapidité.
Edwin Bidwell Wilson et Gilbert N. Lewis ont développé le concept de géométrie synthétique en 1912. Ils notent que « dans notre plan, aucune paire de droites perpendiculaires [orthogonales hyperboliques] n'est mieux adaptée pour servir d'axes de coordonnées que n'importe quelle autre paire » .